# Hilethera oedipodioides
Hilethera oedipodioides är en insektsart som först beskrevs av Bolívar, I. 1902.  Hilethera oedipodioides ingår i släktet Hilethera och familjen gräshoppor. Inga underarter finns listade i Catalogue of Life.